# دوروثيا بيرتس
دوروثيا فرانسيس ماتيلدا «دورا» بيرتس (بالإنجليزية: Dorothea Pertz)‏ (14 آذار/ مارس 1859- 6 / آذار مارس من عام 1939)، هي عالمة نباتات بريطانية تشاركت مع فرانسيس داروين -ابن تشارلز داروين- في تأليف خمس أوراق بحثية. كانت بيرتز كذلك زميلة في جمعية لينيان، ومن بين أوائل النساء اللاتي حصلن على العضوية الكاملة.

## سيرة شخصية
ولدت دورا بيرتز في لندن في 14 آذار/ مارس من عام 1859 لجورج هاينريش بيرتز وزوجته الثانية ليونورا هورنر ابنة ليونارد هورنر الذي كان مفكراً تقدميًا ومؤيدًا قويًا للداروينية، وهي حقيقة أشار إليها في خطابه الأخير. نشأت بيرتز في أسرة كانت فيها النساء متعلمات ونشطات فكريًا. كانت كاثرين موراي ليل -أحد عماتها- عالمة نبات، وصهرها تشارلز ليل.
 التقت بيرتز من خلال الروابط العائلية بالعديد من علماء الطبيعة البارزين بما في ذلك داروين. قضت بيرتز معظم شبابها في برلين حيث كان والدها أمين مكتبة، ولكنهم كانوا يزورون إنجلترا كل عام. عادت إلى إنجلترا حيث قُبِلَت في عام 1882 في كلية نيونهام في كامبريدج. قضت سنة في إيطاليا قبل أن تعود إلى كامبريدج في عام 1884، وانتقلت بعد وفاة والدها في عام 1876 إلى فلورنسا مع والدتها. شاركت في العام التالي في ترايبوس العلوم الطبيعية بمواضيع تضمّنت علم النبات، وحصلت على مرتبة الشرف من الدرجة الثانية. كانت ستحصل على درجة الماجستير خاصتها في عام 1932ما إن سُمح للنساء الحصول على درجات علمية.
أجرت بيرتز بعد ذلك أبحاثًا في فسيولوجيا النبات، وعملت تحت إشراف فرانسيس داروين، كما كانت تعمل كقارئة في الجامعة. شاركت بنشر خمس ورقات بحثية من عام 1892 وحتى عام 1912؛}} تعاونت خلال هذه الفترة أيضًا مع ويليام بيتسون، ونشرت ورقة معه حول التوريث في نبات الفيرونيكا (زهرة الحواشي). نشرت بيرتز أيضًا ورقتين بشكل مستقل. أصبحت في عام 1905 زميلة في جمعية لينيان، وكانت من أوائل النساء اللاتي حصلن على العضوية الكاملة، على الرغم من عدم مشاركتها في الحركة التي تنادي بزمالة المرأة. شجع فريدريك بلاكمان بيرتز بعد تقاعد داروين على إجراء أبحاث حول الأنسجة الإنشانية، ولكن نتائجها كانت غير حاسمة بعد عام من رصد البذور النابتة/ المنتشة. تخلت عن الأبحاث -ربما بسبب خيبة الأمل، وقد قالت أغنيس آربر بهذا الشأن: «لقد أدركت بيرتز أن فسيولوجيا النبات في القرن العشرين كانت تتطور مبتعدةً عن تلك التي كانت قد تعلمتها، وأنها تتطلب فهمًا في الرياضيات والفيزياء والكيمياء لم تكن تمتلكه.»
بعد أن تخلت بيرتس عن الأبحاث، عملت على فهرسة الأدب الألماني حول فسيولوجيا النبات -بناءً على اقتراح بلاكمان- بما في ذلك دورية الكيمياء البيولوجية ودورية فيبس. أكملت بيرتز الفهرسة في عام 1935على الرغم من صعوبة المهمة. قدمت بين عامي 1923 و1936 رسومات توضيحية لسلسلة من أوراق صديقتها إديث ريبيكا ساوندرز حول تشريح الأزهار، وكانت كل من الورقة والرسوم التوضيحية محترمة للغاية. قامت بيرتز بالكثير من عملها بدون أجر بسبب شغفها بالعلوم، ولم تكن تمتلك منصب رسمي في نيونهام أو الجامعة. قامت بيرتز كذلك بأعمال خيرية عدية تضمنت العمل كمدلكة في مستشفى النقاهة في كامبريدج خلال الحرب العالمية الأولى. توفيت دورا بيرتز بعد عدة سنوات من المرض في كامبريدج في 6 آذار/ مارس من عام 1939. حُرِقَت ودُفِنَت في مقبرة بروكوود.

## الأعمال المنشورة
بحسب التسلسل الزمني:
- دوروثيا بيرتز (1884). «حول التخلص من البذرات في بعض الشفويات» 1 لندن: 8. أعادت بيرتز طبعها في تشرين الأول/ أكتوبر من عام 1894 في دورية العلوم الطبيعة. لندن. 5 (32).[4]

ومع فرانسيس داروين:
- داروين فرانسيس، دوروثيا بيرتز (تشرين الأول 1892) «حول التوليد الاصطناعي للإيقاع في النباتات». حوليات علم النبات. os-6: 245–264. doi:10.1093/oxfordjournals.aob.a090678.[9]
- داروين، فرانسيس؛ بيرتز، دوروثيا (كانون الثاني 1903). «حول التوليد الاصطناعي للإيقاع في النباتات، مع الإشارة إلى دور التحفيز الهيليوتروبي الأقصى». حوليات علم النبات. os-17: 93–106. Retrieved.[9]
- داروين، فرانسيس؛ بيرتز، دوروثيا (1904). «حول توزع حصى التوازن في القرعيات». حوليات علم النبات. os-18: 453–454. doi:10.1093/oxfordjournals.aob.a088983.
- داروين، فرانسيس؛ بيرتز، دوروثيا (1904). «ملاحظات على نظرية حصى التوازن والانتحاء الأرضي. أولًا. تجارب على آثار قوة الطرد المركزي. ثانيًا. سلوك الجذور الثلاثية». وقائع الجمعية الملكية. 73: 477–90. doi:10.1098/rspl.1904.0065. JSTOR 116804.
- داروين، فرانسيس؛ بيرتز، دوروثيا (1905). «دور تحفيز الانتحاء الأرضي الأقصى». حوليات علم النبات. os-19: 569–570. doi:10.1093/oxfordjournals.aob.a089030.
- داروين، فرانسيس؛ بيرتز، دوروثيا (1912). «طريقة جديدة لتقدير فتحة المسام». وقائع الجمعية الملكية 84: 136–154. doi:10.1098/rspb.1911.0058.[9]